# آنا كونجوه
آنا كونيوه (بالكرواتية: Ana Konjuh)، هي لاعبة تنس كرواتية، وُلدت في 27 ديسمبر 1997.
برزت كونيوه في فئة الناشئات، حيث فازت بلقبي الفردي والزوجي في بطولة أستراليا المفتوحة للناشئين في يناير 2013، مما جعلها تتصدر التصنيف العالمي لناشئات الاتحاد الدولي للتنس. وفي وقت لاحق من نفس العام، فازت بلقب فردي الناشئات في بطولة الولايات المتحدة المفتوحة لعام 2013.
في عام 2014، بدأت التركيز على جولة المحترفات، ودخلت قائمة أفضل 100 لاعبة في العالم وهي في سن السادسة عشرة.
أحرزت كونيوه أول ألقابها في بطولات رابطة محترفات التنس بفوزها بلقب بطولة نوتنغهام المفتوحة عام 2015، لتصبح أصغر لاعبة تفوز بلقب في إحدى بطولات الجولة الرئيسية منذ عام 2006. كما أحرزت أربعة ألقاب أخرى في بطولات الاتحاد الدولي لتنس السيدات . وفي 31 يوليو 2017، بلغت أعلى تصنيف لها في الفردي بحلولها في المركز الـ20 عالميًا.

## وصلات خارجية
- آنا كونجوه على موقع رابطة محترفات التنس (الإنجليزية)
- آنا كونجوه على موقع الاتحاد الدولي لكرة المضرب (الإنجليزية)
- آنا كونجوه على موقع كأس بيلي جين كينغ (الإنجليزية)
- آنا كونجوه على موقع خلاصة التنس.كوم (الإنجليزية)
- آنا كونجوه على موقع إي إس بي إن.كوم (الإنجليزية)
- آنا كونجوه على موقع أوليمبيديا (الإنجليزية)

- الموقع الرسمي